# Eilema argentea
Eilema argentea är en fjärilsart som beskrevs av Butler 1878. Eilema argentea ingår i släktet Eilema och familjen björnspinnare. Inga underarter finns listade i Catalogue of Life.